# Tabernacolo del Bargello
Il tabernacolo del Bargello è un'edicola di grandi dimensioni posta all'angolo tra via Ghibellina e via dell'Acqua a Firenze, sul retro del palazzo del Bargello.

## Storia e descrizione
Il tabernacolo si trova sulla retrostante dell'edificio, costruita tra il 1325 e il 1346. L'edicola è neogotica e fu ri costruita nel 1859 per conservare un affresco staccato di Fabrizio Boschi raffigurante San Bonaventura che visita i carcerati commissionato nel 1591 dalla Compagnia di San Bonaventura dei Carcerati: si tratta di una delle grandi immagini di devozione che ricordava ai cittadini come fosse loro compito assistere, con cibo e altri beni di necessità, i carcerati, che non venivano mai mantenuti col denaro pubblico. Secondo un'antica tradizione infatti il giorno di san Bonaventura (15 luglio) le porte del palazzo venivano aperte alle confraternite, alle compagnie di Carità e ai semplici cittadini che volevano donare cibo, vestiario ed elemosine ai detenuti. Il santo è quindi rappresentato proprio nell'atto di porgere dei panellini ai carcerati che, attraverso una finestra con la grata, tendono la mano. La scena è infatti ambientata nel cortile dello stesso palazzo. In alto due angeli in volo recano un festone con le parole evangeliche "Esurivi et dedisti mihi manducare". Attorno al santo stanno tre personaggi che partecipano all'elargizione, rappresentanti i membri delle compagnie di Carità, oltre a due cittadini che osservano in disparte. 
L'immagine, gravemente danneggiata dall'alluvione del 1966, fu restaurata nel 1996 da Daniela Dini per le cure di Silvestra Bargellini, in memoria di Piero Bargellini.

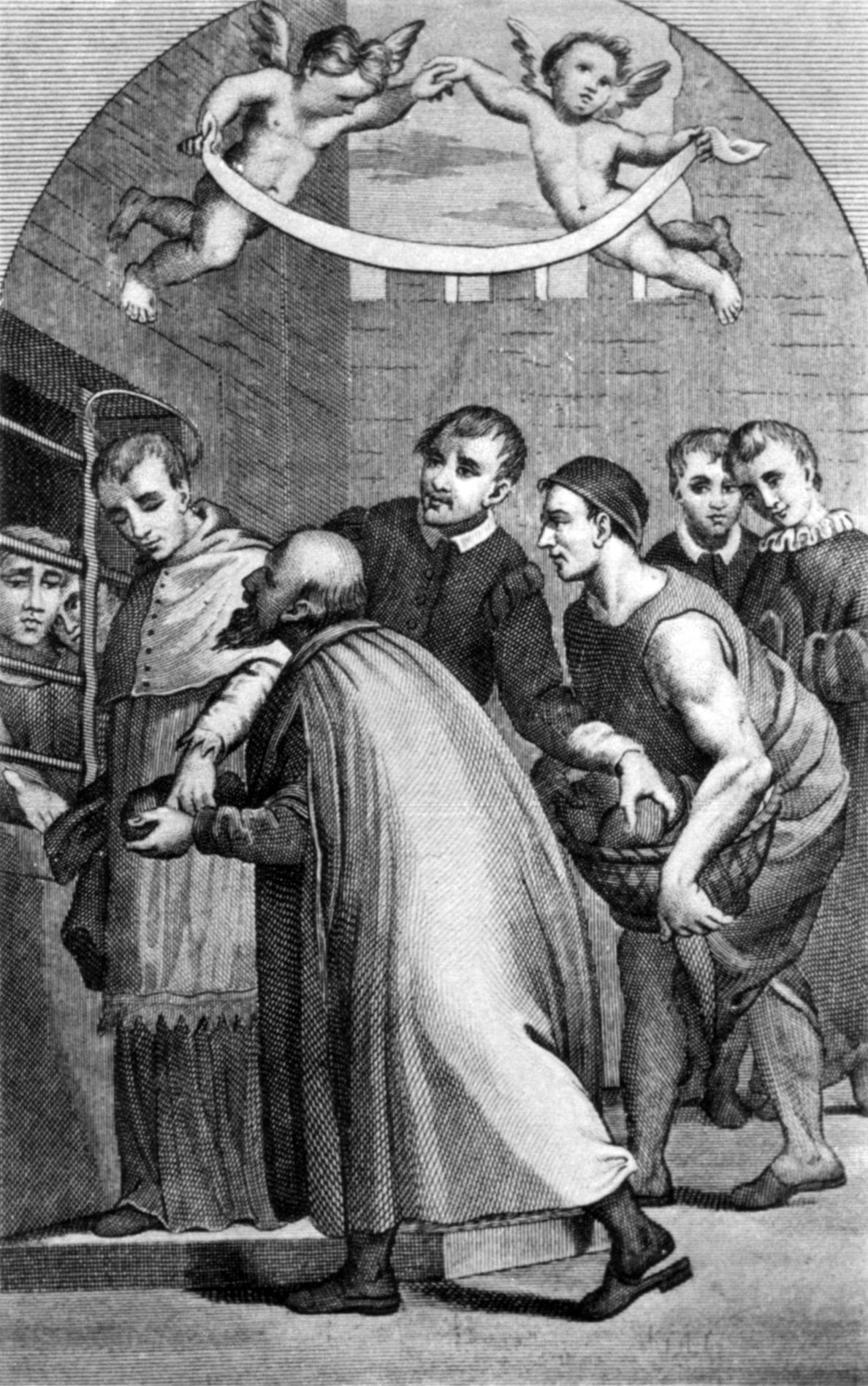
Incisione tratta dall'affresco
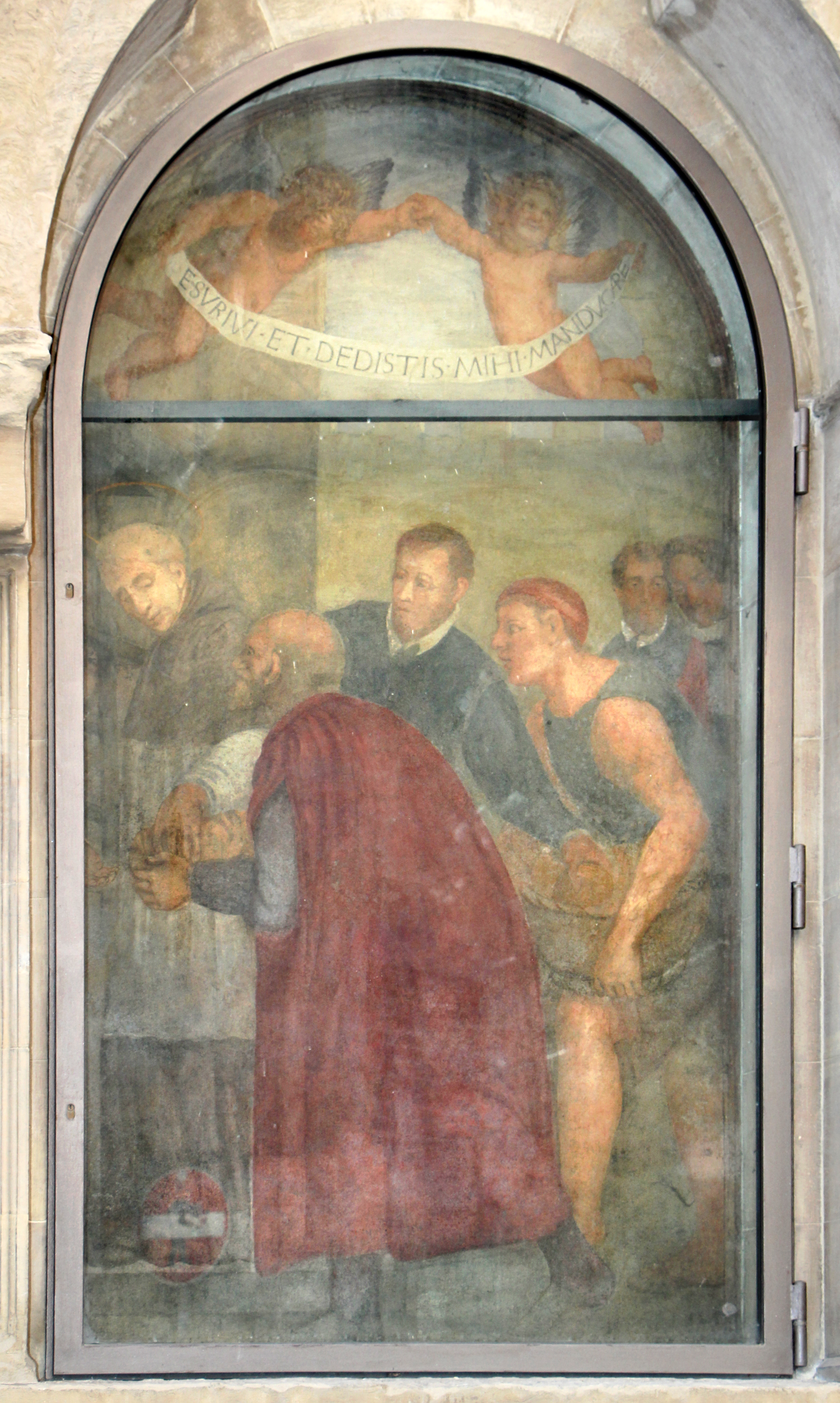
La pittura oggi
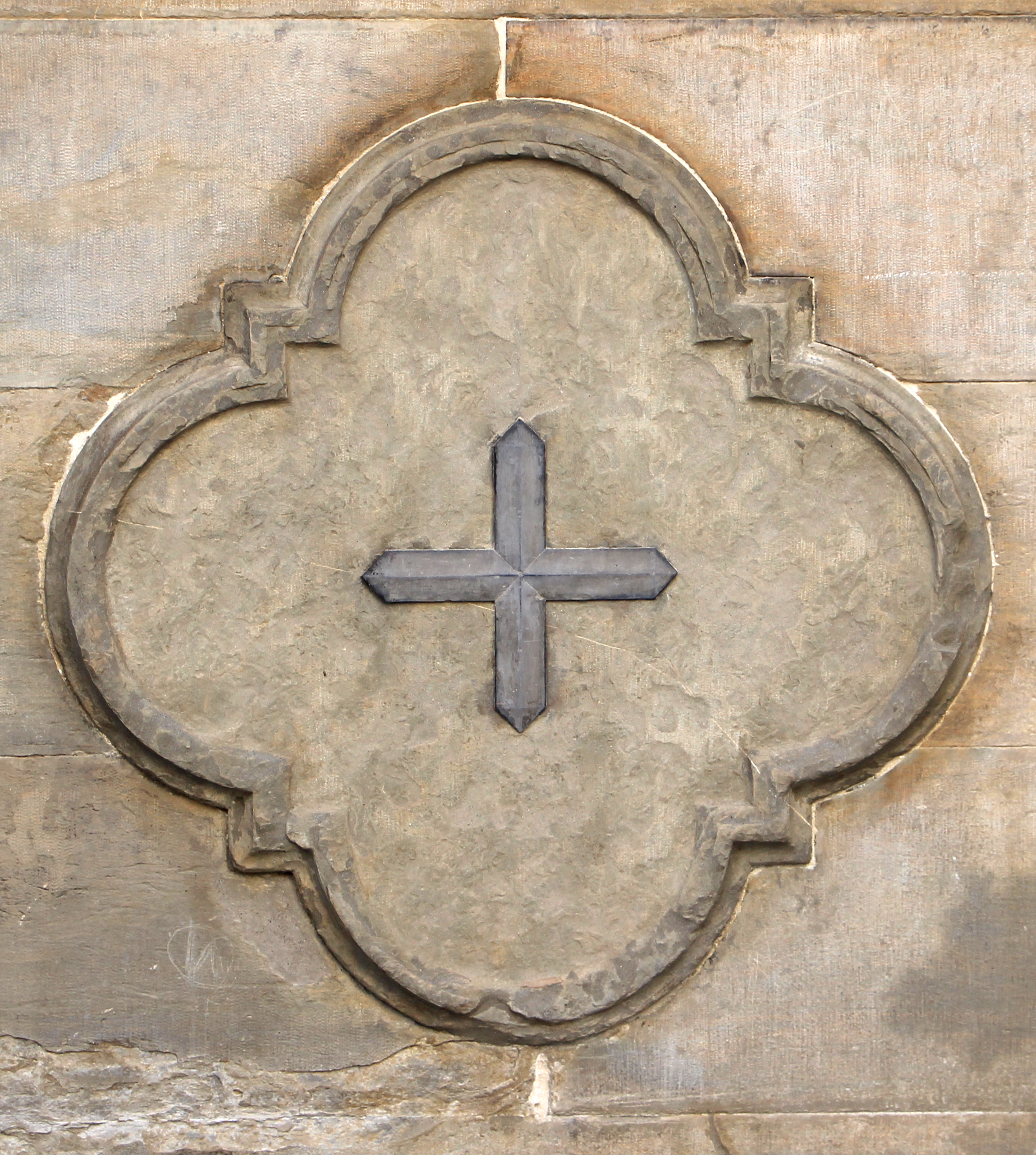
Stemma della Compagnia di San Bonaventura